# دادوشا

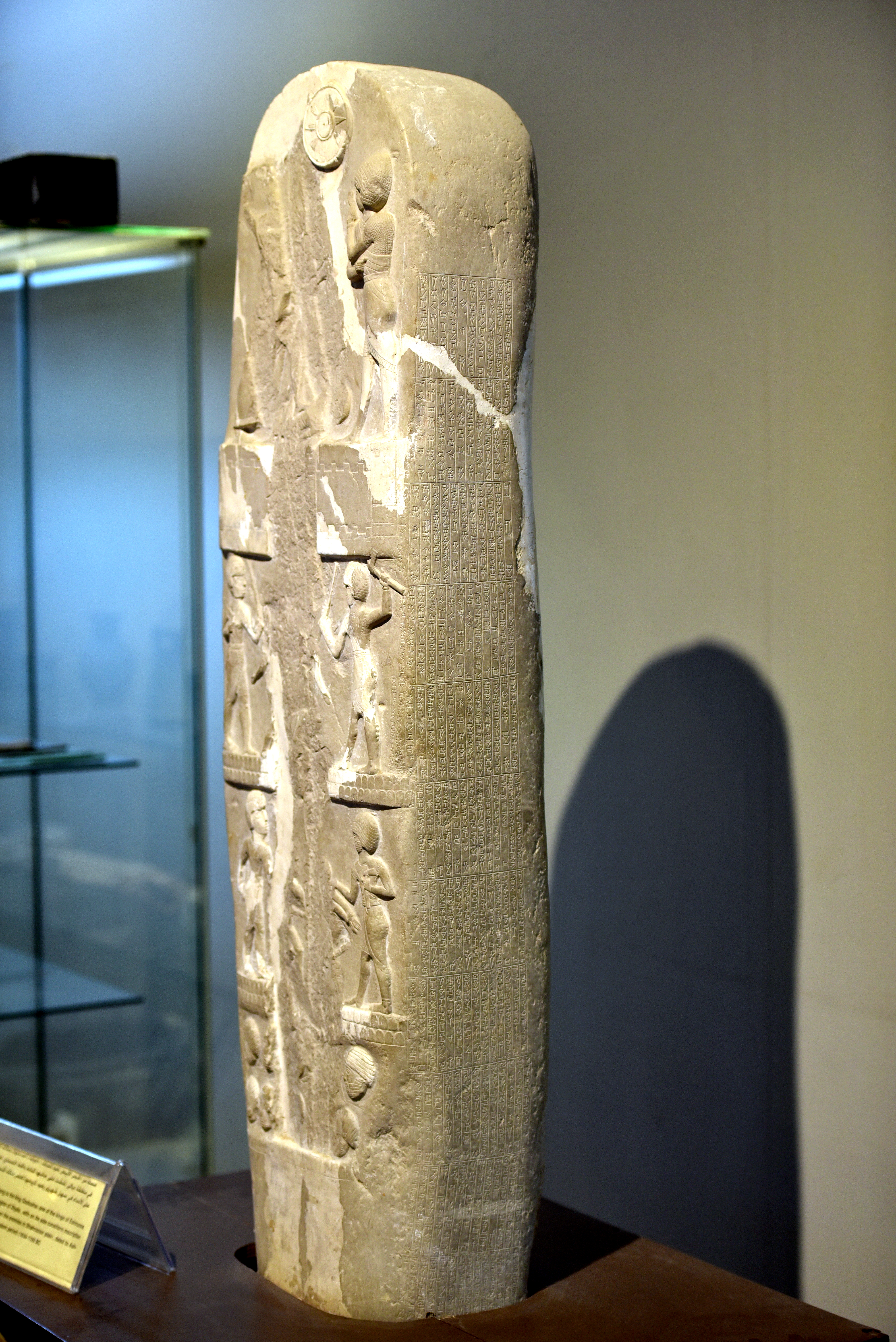
مسلّة دادوشا ملك إشنونا في متحف العراق.

دادوشا (Dāduša) (حكم حوالي 1800–1779 قبل الميلاد) هو أحد ملوك إشنونا في وسط بلاد ما بين النهرين، في وادي ديالى. دادوشا هو ابن إبيق-أداد الثاني، ملك إشنونا ( 1862–1818 قبل الميلاد). كان ملوك إشنونا السابقون يطلقون على أنفسهم لقب ensi بمعنى حاكم للإله تيشباك، لاحقًا, وفي أوائل القرن التاسع عشر, بدأ الحكام يطلقون على أنفسهم لقب ملك (lugal باللغة السومرية). اتبع دادوشا نهج والده إبيق-أداد الثاني وأخيه نارام-سين، الذي حكم إشنونا قبله، في استخدام لقب ملك بدلًا عن إله.
وسع إبيق-أداد الثاني سيطرة إشنونا لتشمل مدنًا أخرى في وادي ديالى، بما في ذلك نيربتوم وشادوبوم ودور-ريموش. اتبع دادوشا سياسات التوسع لوالده وأخيه نارام-سين، بمزيج من الحرب والدبلوماسية لزيادة سيطرته على المناطق. أدت سياسته التوسعية المستمرة إلى جعل إشنونا واحدة من أقوى الدول في منطقة بلاد ما بين النهرين في أوائل القرن الثامن عشر.
خلف دادوشا ابنه إبال بيئيل الثاني (حكم 1779–1765 قبل الميلاد).

## مسلّة دادوشا

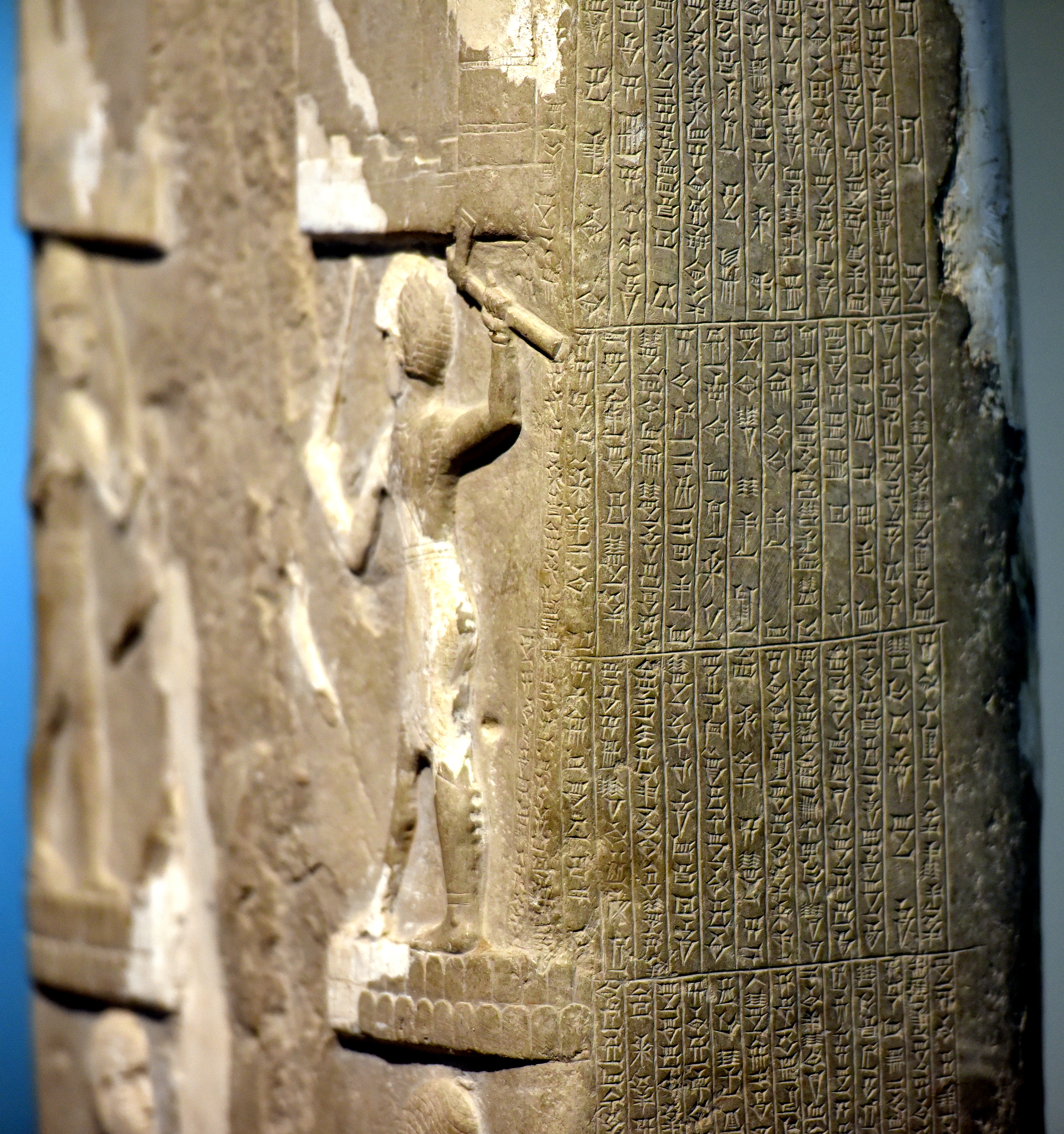
المظهر الجانبي من المسلّة حيث النص المسماري.

في عام 1781 قبل الميلاد، انضم دادوشا إلى قواته مع ملك بلاد ما بين النهرين العليا، شمشي-أداد الأول، من أجل إخضاع المنطقة بين نهري الزاب. حدث الهجوم على قبرا في العام الأخير من حكم دادوشا والعام الثامن والعشرين من حكم شمشي-أداد الأول. نجحا في هذا المسعى، وأمر دادوشا بنصب مسلة انتصار لتخليد الحدث. تروي شظية مسلة ماردين لشمشي-أداد الأول القصة من منظور مختلف..
المسلة هي نصب حجري ممدود كان في الأصل يقف في معبد أداد في إشنونا. الجانب الأمامي منها نقش بأربعة سجلات، بينما نقش الجانبان الضيقان بنص مسماري يتألف من 220 سطرًا مقسمًا إلى 17 عمودًا؛ يبلغ ارتفاعها 180 سم وعرضها 37 سم وسمكها 18.5 سم. تم العثور على المسلة عن طريق الصدفة في عام 1983 أثناء حفر بئر في ضواحي إشنونا القديمة (تل أسمر الحديثة) في محافظة ديالى، العراق. تعرض الجزء المركزي من الجانب الأمامي للتلف أثناء الاكتشاف. يُظهر السجل العلوي (صورة البطولة) دادوشا (على اليسار) في وضع القاتل، وهو يتطلع إلى الملك المهزوم والمقتول لبقرى، بونو-إشتار. يقف شخصية ذكورية (على اليمين) تعبد دادوشا؛ يُعتقد أن يكون أيضًا دادوشا أو الإله أداد. يظهر قرص الشمس بأشعته مع هلال سين في الجزء العلوي المركزي. في أسفل الصورة، تظهر أسوار مدينة قبرى. تخلد هذه المسلة انتصاره على مدينة قبرى (ربما كرد قبورستان) وملكها بونو-إشتار، بمساعدة الملك شمشي-أداد الأول من إكاللاتوم. يذكر نقش المسلة أن دادوشا قطع رأس بونو-إشتار وحمله إلى إشنونا.
«... أتقدم بجلال نحو قبرا، عاصمته الرئيسية. في غضون عشرة أيام، استوليت على هذه المدينة عن طريق جدار محيط، بتجميع التربة، بمساعدة ثغرة وهجوم وقوتي العظيمة. سرعان ما ربطت ملكها بونو-إشتار بشراسة سلاحي القوي، وأحضرت رأسه بسرعة إلى إشنونا...»
تعود المسلة إلى الفترة البابلية القديمة، تقريبًا 1800-1779 قبل الميلاد. وهي معروضة في قاعة البابليين القدماء في المتحف العراقي في بغداد. خلال الغزو الذي قادته الولايات المتحدة للعراق في عام 2003 وما تلاه من نهب للمتحف العراقي في أبريل 2003، نجت المسلة من النهب والتخريب.

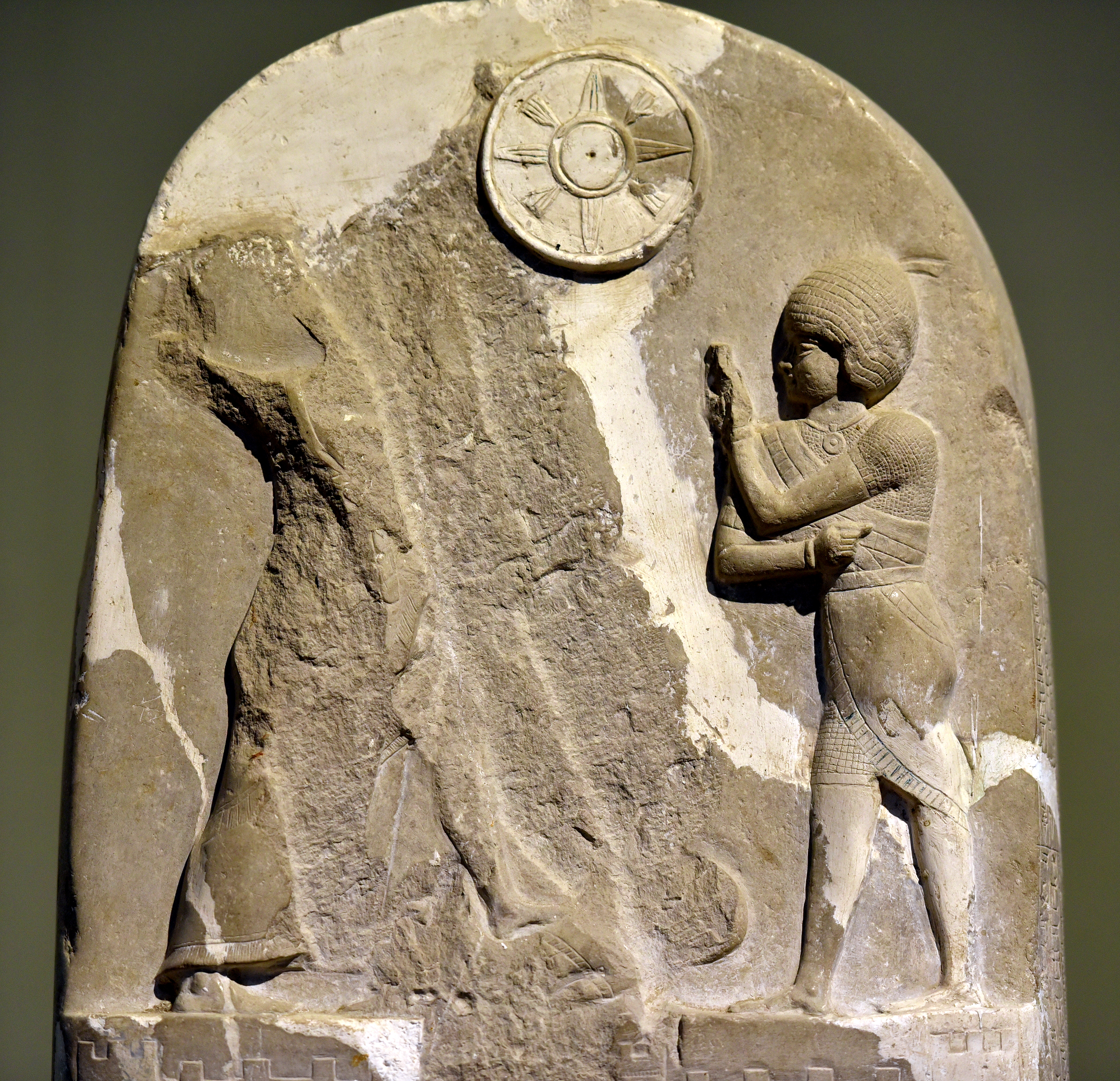
السجل العلوي للمسلّة.
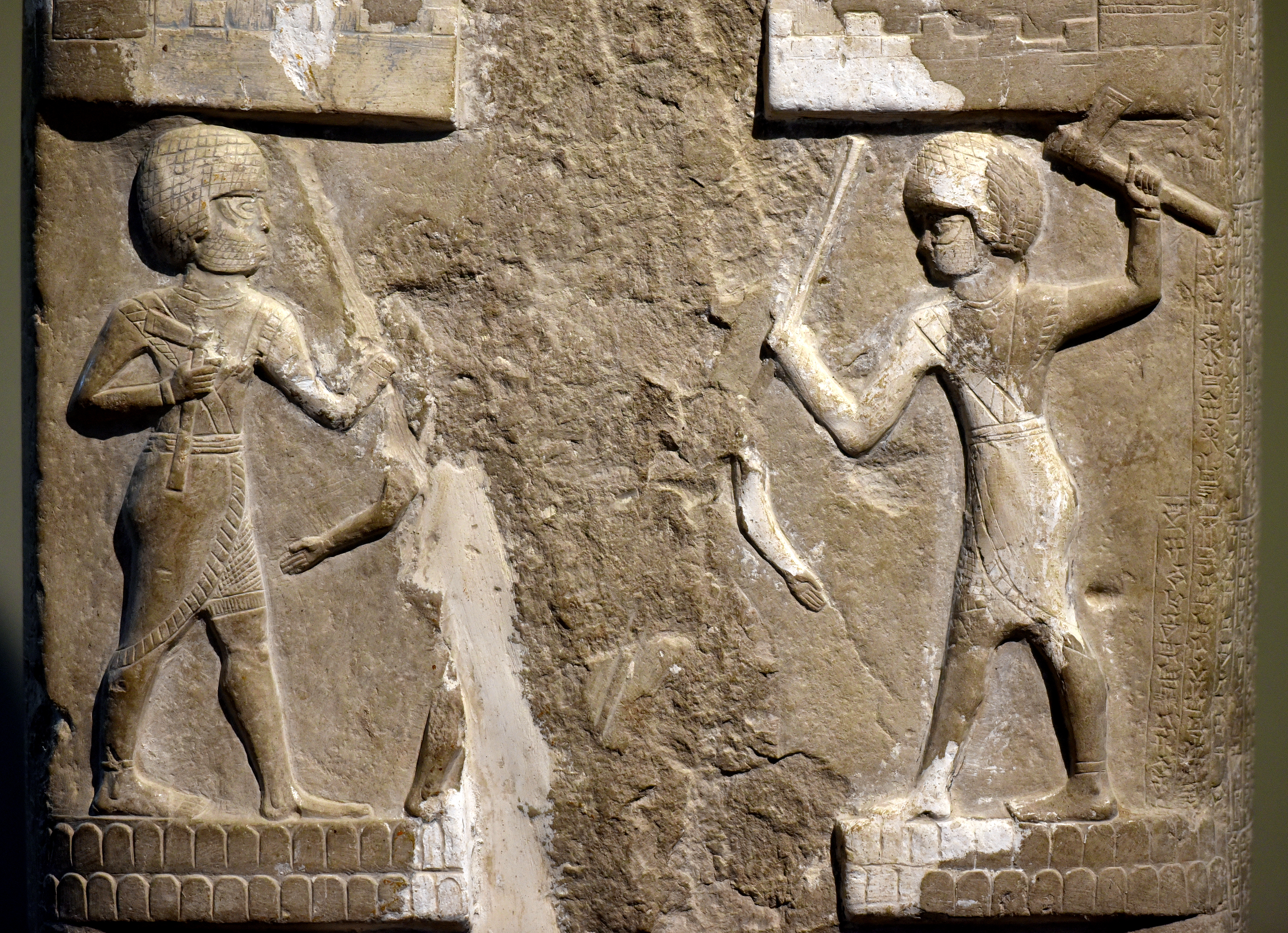
تفاصيل السجل الثاني من المسلّة.
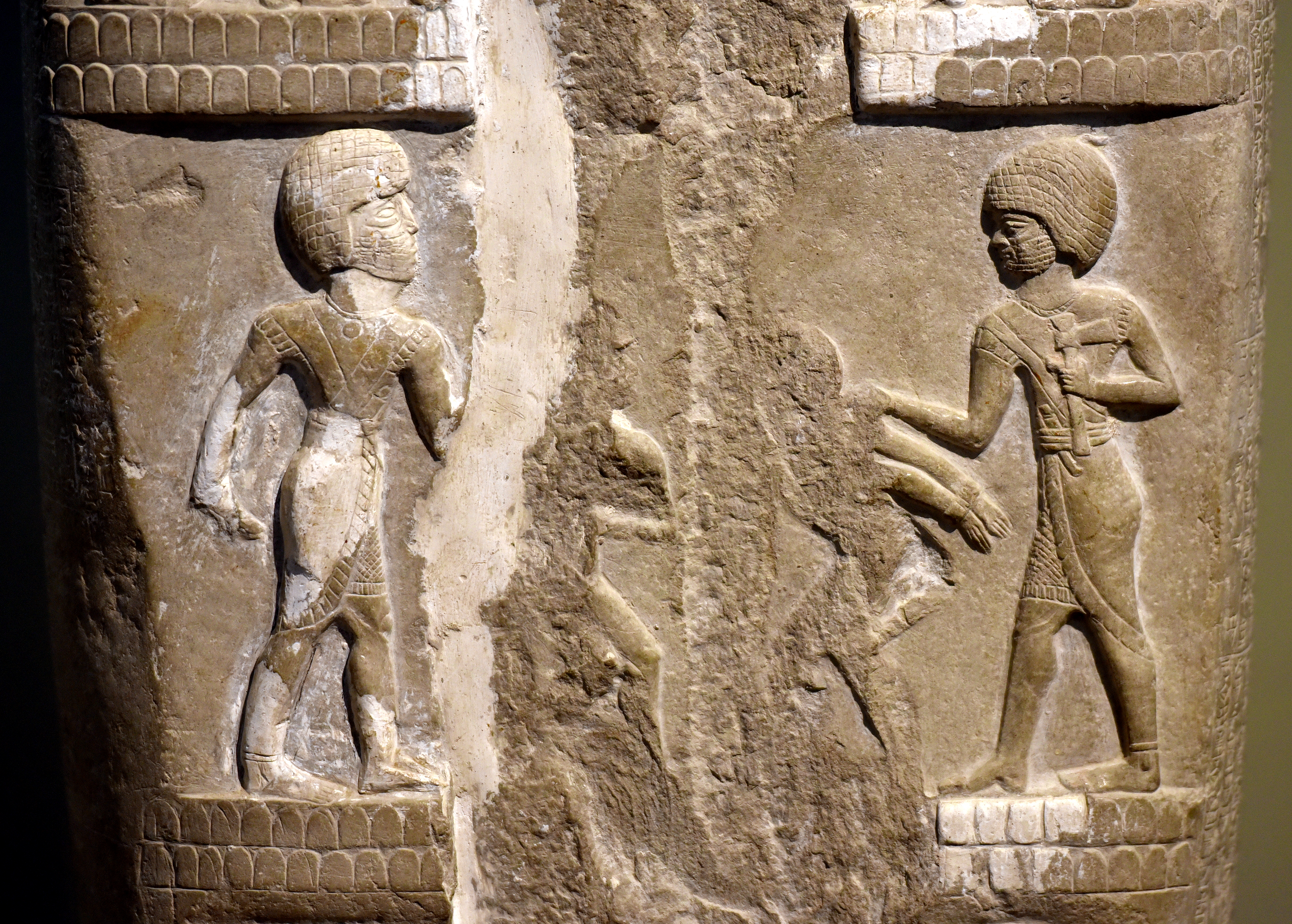
تفاصيل السجل الثالث للمسلّة.
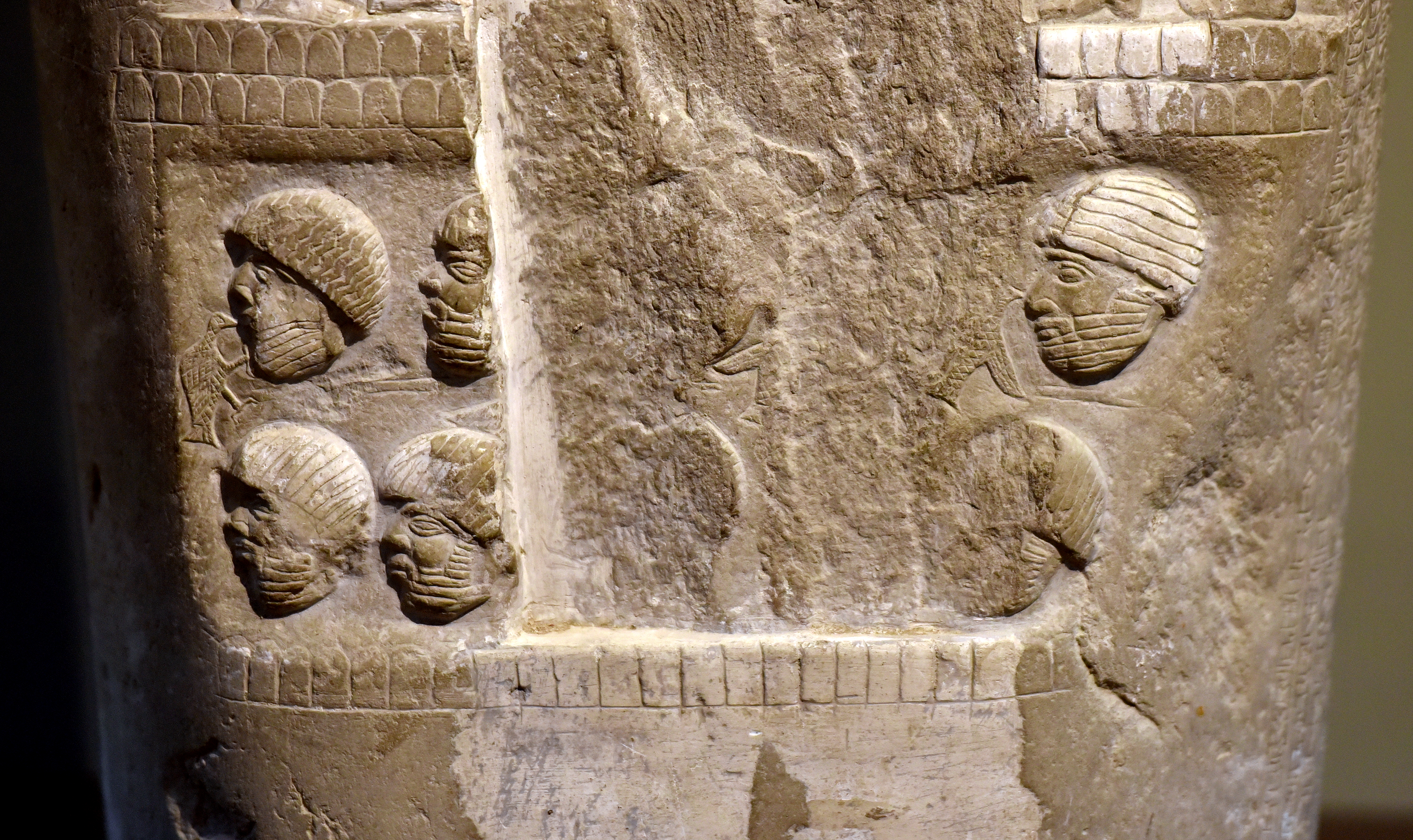
تفاصيل السجل الرابع من مسلّة دادوشا.

## قوانين إشنونة
```
المقالة الرئيسية: 
قانون إشنونا
```

عثر الباحثون على لوحين خلال الحفريات في موقع شادوبوم (تل حرمل الحديثة) في عامي 1945 و1947 يحتويان على قوانين مماثلة لقانون حمورابي، ولكنها تسبقه. كتبت قوانين إشنونا خلال أو قبل فترة حكم دادوشا، مع أنه ليس من المؤكد ما إذا كان دادوشا كتبها أم لا. بعض القوانين المدرجة في هذا القانون تشبه قانون حمورابي وقانون موسى في سفر الخروج. على سبيل المثال، تحتوي جميعها على قانون يتعلق بما يحدث عندما ينطح ثور رجلًا.